# Coupe du Liechtenstein de football 1951-1952
 (février 2023).
Si vous disposez d'ouvrages ou d'articles de référence ou si vous connaissez des sites web de qualité traitant du thème abordé ici, merci de compléter l'article en donnant les références utiles à sa vérifiabilité et en les liant à la section « Notes et références ».
Navigation
Édition précédente Édition suivante
La coupe du Liechtenstein 1951-1952 de football est la 7e édition de la Coupe nationale de football, la seule compétition nationale du pays en l'absence de championnat.
La finale est disputée à Vaduz, le 5 octobre 1952, entre le FC Vaduz et le FC Triesen.
Le FC Vaduz remporte le trophée en battant le FC Triesen. Il s'agit du 2e titre de l'histoire du club dans la compétition.

## Tour préliminaire
| Équipe 1     | Résultat | Équipe 2      |
| ------------ | -------- | ------------- |
| FC Vaduz II  | 2 - 0    | FC Schaan     |
| FC Schaan II | 3 - 10   | FC Triesen    |
| FC Balzers   | 4 - 1    | FC Triesen II |

## Demi-finales
| Équipe 1   | Résultat | Équipe 2    |
| ---------- | -------- | ----------- |
| FC Vaduz   | 3 - 1    | FC Balzers  |
| FC Triesen | 3 - 2    | FC Vaduz II |

## Finale
| 5 octobre 1952 | FC Vaduz | 2 - 0 | FC Triesen | Vaduz |  |
|                |          |       |            |       |  |